# Nova Hartz
Nova Hartz este un oraș în Rio Grande do Sul (RS), Brazilia.